# جاش داوکین
جاش داوکین (انگلیسی: Josh Dawkin؛ زادهٔ ۱۶ ژانویهٔ ۱۹۹۲) بازیکن فوتبال اهل بریتانیا است.
از باشگاه‌هایی که در آن بازی کرده‌است می‌توان به باشگاه فوتبال کمبریج یونایتد، باشگاه فوتبال لوستوفت، باشگاه فوتبال نوریچ سیتی، باشگاه فوتبال براینتری تاون، باشگاه فوتبال کترینگ تاون، و باشگاه فوتبال دانستیبل تاون اشاره کرد.
وی همچنین در تیم‌های ملی فوتبال Wales national under-17 football team و Wales national under-19 football team بازی کرده‌است.